# 竹内涼真の撮休
『竹内涼真の撮休』（たけうちりょうまのさつきゅう）は、2020年11月7日から12月26日までWOWOWプライムで全8話（1話完結）に渡って放送されたオムニバスドラマであり、同年3月21日から5月9日まで放送された『有村架純の撮休』に続く“撮休”シリーズの第2弾。廣木隆一、内田英治、松本花奈が各話ごとに監督を務め、各監督が妄想を膨らませながら俳優・竹内涼真の休日の過ごし方を描いていく。オープニング映像は全編を通して内田が担当する。なお、タイトルにある“撮休”とはドラマや映画の撮影期間に突然訪れる休日を指す。このドラマは「竹内涼真の撮休」というタイトルではあるが、あくまでも架空の話である。

## キャスト

### 主人公
竹内涼真
演 - 竹内涼真
本人役。

### オープニング
小湊
演 - 池谷のぶえ
涼真のマネージャー。
畠山
演 - 黒田大輔
プロデューサー。

### ゲスト

#### 第1話
薫
演 - 小池栄子
スパイス店のオーナー。
男
演 - 渋川清彦
店の来店客。

#### 第2話
麻沙美
演 - 藤野涼子
涼真の妹。美術大学に通っている。
スパイス店の店員
演 - 大野いと

#### 第3話
悠真
演 - 佐野勇斗（M!LK）
涼真の弟。
山本新菜
演 - 松本穂香
悠真の恋人。
涼真の父
演 - 田山涼成
涼真の母
演 - 山下容莉枝

#### 第4話
今野優菜
演 - 佐津川愛美
売れない地下アイドル。
宇山茂雄
演 - 藤原季節
売れない劇作家。
染谷
演 - 好井まさお（井下好井）
お笑い芸人。
片山
演 - 小野莉奈
制作会社のAD。

### 第5話
久保須磨子
演 - 富司純子
和菓子店の店員
演 - 久保田磨希

#### 第6話
松本まりか
演 - 松本まりか
本人役。
山本浩司
演 - 山本浩司
本人役。
偽松本まりか
演 - 渡辺江里子（阿佐ヶ谷姉妹）

#### 第7話
久保剛
演 - 岡部たかし
宅配業者・配達員。
丸山
演 - 木村美穂（阿佐ヶ谷姉妹）
涼真が住んでいるマンションの住人。
辻
演 - ゆうたろう
涼真の後輩。

#### 第8話
佐伯美保
演 - 森川葵
涼真の元恋人。
櫻井
演 - 吉村界人
涼真の同級生。
山口
演 - 森優作
涼真の同級生。美保の現在の恋人。
香織
演 - 真凛
涼真の同級生。
後藤
演 - 竹内寿
涼真の同級生。
老夫婦の妻
演 - 大方斐紗子
男子高校生
演 - 西野遼
女子高校生
演 - 水瀬紗彩耶

## スタッフ
- 監督 - 廣木隆一、内田英治、松本花奈
- 脚本 - 狗飼恭子、ペヤンヌマキ、ふじきみつ彦、舘そらみ、松本哲也、玉田真也、竹村武司、首藤凜
- 音楽 - つじあやの[2]
- 主題歌 - 平井大『Holiday』（テレビ朝日ミュージック / avex trax）[4]
- 製作 - 「竹内涼真の撮休」製作委員会

## 放送日程
| 各話  | 放送日   | サブタイトル           | 脚本         | 監督     |
| ----- | -------- | ---------------------- | ------------ | -------- |
| 第1話 | 11月07日 | 薫るスパイスカレー     | 首藤凜       | 廣木隆一 |
| 第2話 | 11月14日 | 『人生』               | 狗飼恭子     | 内田英治 |
| 第3話 | 11月21日 | 世界で一番めんどい奴ら | 舘そらみ     | 松本花奈 |
| 第4話 | 11月28日 | シェアハウス           | 玉田真也     | 廣木隆一 |
| 第5話 | 12月05日 | 老婆との休日           | ぺヤンヌマキ | 内田英治 |
| 第6話 | 12月12日 | 竹内涼真と竹内涼真と   | 竹村武司     | 内田英治 |
| 第7話 | 12月19日 | 鍵                     | ふじきみつ彦 | 内田英治 |
| 第8話 | 12月26日 | 同級生                 | 松本哲也     | 松本花奈 |